# تاكاشي كاكياما
تاكاشي كاگًياما (باليابانية: 影山 貴志) (27 مايو 1977 في أوساكا في اليابان)؛ هو لاعب كرة قدم ياباني سابق كان يلعب كمدافع.

## وصلات خارجية
- تاكاشي كاكياما على موقع رابطة كرة القدم اليابانية للمحترفين (اليابانية)
- تاكاشي كاكياما على موقع عالم كرة القدم.نت (الإنجليزية)